# The Thousand-Dollar Husband
The Thousand-Dollar Husband er en amerikansk stumfilm fra 1916 af James Young.

## Medvirkende
- Blanche Sweet som Olga Nelson.
- Theodore Roberts som Sven Johnson.
- Tom Forman som Douglas Gordon.
- James Neill som Stephen Gordon.
- Horace B. Carpenter som Judson.